# Grigore Caracostea
Grigore Caracostea (n. 1886, București – d. 1956) a fost un jucător de rugby, considerat „părintele rugby-ului românesc”. A jucat la Racing din Paris în 1907, Tennis-Club-Român și la echipa Romaniei, în 1919, la Jocurile Internaționale de la Paris, Pershing. La cârma echipei olimpice a României reușește să câștige prima medalie olimpică a României, cea de bronz.
A fondat Comisia Centrală de Football-Rugby (1915) și a condus nou-înființata Federația Română de Rugby (26 martie 1931). În Franța i s-a acordat Ordinul Legiunea de onoare și Medalia de Aur pentru Sport și Educație Fizică.